# 先崎
先崎（まっさき）は、千葉県佐倉市の大字。郵便番号285-0851。

## 地理
北は先崎干拓、東は小竹干拓、南東は小竹、南は青菅、南西は八千代市下高野、西は八千代市保品に隣接している。

## 小字
小字は以下の通り。
- 子の橋（ねのはし）
- 中の宮（なかのみや）
- 下田（しもだ）
- 細町（ほそまち）
- 久保台（くぼだい）
- 木の宮（きのみや）
- 屋明田（やめいだ）
- 高塚（たかつか）
- 柳島（やなぎしま）
- 浜田（はまだ）
- 郷（ごう）
- 天王（てんのう）
- 作花（さくはな）
- 馬坂（うまさか）
- 栗下（くりした）
- 堂下（どうした）
- 堂谷津（どうやつ）
- 領替（りょうがえ）
- 宮の越（みやのこし）
- 西原（にしはら）
- 西谷津（にしやつ）
- 古内（ふるち）

## 歴史
江戸期は先崎村であり、下総国印旛郡のうち。佐倉藩領。なお、万治元年～寛文元年は幕府領（印旛郡誌）。村高は「元禄郷帳」131石余、「天保郷帳」188石余、「旧高旧領」190石余。安政4年「領分村高帳」によれば、村高のうち高19石余は諸役御免で小物成として夫役永380文余・菅銭永700文が見える（旧佐野家文書/千葉市史史料編2）。明治6年千葉県に所属。同8年の耕地面積は多14町1反余・畑12町1反余（佐倉市史2）。神社は鷲神社など、寺院は臨済宗雲祥寺・宝樹院（印旛郡誌）。明治22年志津村の大字となる。

### 年表
- 1873年（明治6年） - 千葉県に所属。
- 1889年（明治22年）4月1日 - 志津村大字先崎となる。
  - 町村制施行し井野村、井野町、先崎村、上座村、小竹村、青菅村、下志津村、上志津村が合併し印旛郡志津村が発足。
- 1954年（昭和29年）3月31日 - 佐倉市先崎となる。
  - 佐倉町・臼井町・弥富村・志津村・根郷村・和田村が合併し、佐倉市が発足。

## 世帯数と人口
2017年（平成29年）10月31日現在の世帯数と人口は以下の通りである。
| 大字 | 世帯数  | 人口  |
| ---- | ------- | ----- |
| 先崎 | 124世帯 | 285人 |

## 小・中学校の学区
市立小・中学校に通う場合、学区は以下の通りとなる。
| 地域 | 小学校             | 中学校             |
| ---- | ------------------ | ------------------ |
| 全域 | 佐倉市立青菅小学校 | 佐倉市立井野中学校 |

## 施設
- 先崎會舘
- 雲祥寺
- 信澄寺
- 鷲神社